# Fokker G.I
Fokker G.I – holenderski dwusilnikowy ciężki samolot myśliwski.

## Historia

### Geneza
W latach 30. XX wieku popularna była koncepcja ciężkiego samolotu myśliwskiego, zdolnego do dalekich przelotów w osłonie wypraw bombowych, jak również samodzielnego atakowania nieprzyjacielskich bombowców na dalekich podejściach do celu bombardowań. Tego typu filozofię prezentowały między innymi amerykański Bell FM-1 Airacuda, francuski Potez 63 i niemiecki Messerschmitt Bf 110. W październiku 1934 roku francuskie Ministerstwo Lotnictwa ogłosiło specyfikację opisującą wymagania jakie powinien spełnić nowy samolot myśliwski, mający pełnić funkcję powietrznego stanowiska dowodzenia, kierującego działaniami jednosilnikowych myśliwców. Maszyna miała być napędzana dwoma silnikami, z prędkością rzędu 450 km/h na wysokości 4000 metrów oraz uzbrojeniem składającym się z dwóch stałych działek kalibru 20 mm i ruchomego stanowiska strzeleckiego do ochrony tylnej półsfery. W kolejnych miesiącach rozbudowano zadania stawiane przed nową konstrukcją o zdolność do zwalczania samolotów bombowych, wypełnianie misji eskortowych i atakowanie celów naziemnych. Zainteresowanie udziałem we francuskim konkursem wyraził holenderski producent lotniczy Fokker. Decyzję o budowie nowego samolotu podjęto w marcu 1935 roku. Finansowanie projektu miało pochodzić całkowicie ze środków własnych wytwórni. Powołano do życia zespół projektowy na czele którego stanął dr inżynier Erich Schatzki i jego asystent Marius Beeling.

### Projekt
Zespół inżynierów Schatzkiego zaprojektował samolot określany mianem jachtkruiser, krążownik myśliwski: ciężki, dwusilnikowy myśliwiec wielozadaniowy zdolny do lotów eskortowych w osłonie własnych wypraw bombowych, atakowania nieprzyjacielskich bombowców. Samodzielnego atakowania celów naziemnych, bombardowania w locie nurkowym oraz lotów rozpoznawczych. Holenderscy konstruktorzy podeszli do zadania nieszablonowo, zaprojektowali maszynę w układzie dwubelkowym, oznaczoną jako projekt 129. Pomiędzy kadłubami umieszczono centralną gondolę, w której znajdowały się miejsca załogi. Belki ogonowe na końcu połączone były statecznikiem poziomym, maszyna posiadała zdwojone usterzenie pionowe. Z przodu obydwu belek zainstalowano silniki. Początkowo do napędu maszyny wybrano 12-cylindrowe, chłodzone powietrzem silniki rzędowe w układzie odwróconego V, Renault 12R o mocy 450 KM każdy. Maszyna posiadała chowane podwozie z pojedynczym, stałym kółkiem ogonowym umieszczonym pod spodem statecznika poziomego w jego środkowej części. Podwozie główne chowane było do wnęk znajdujących się w kadłubach, tuż za silnikami. Zaplanowano użycie silnego uzbrojenia strzeleckiego. W nosie centralnej gondoli umieszczono dwa karabiny maszynowe Madsen kalibru 7,9 mm oraz dwa działka Madsen kalibru 23 mm. Do obrony tylnej półsfery samolotu miały służyć zdwojone karabiny Madsen kalibru 7,9 mm, których stanowisko umieszczono na końcu gondoli załogi. Teoretyczne obliczenia wykazały jednak, iż silniki Renault nie pozwolą na uzyskanie wymaganych osiągów, w związku z czym zastąpiono je mocniejszymi Hispano-Suiza 14AB-02/03 w układzie podwójnej gwiazdy, o mocy startowej 650 KM każdy. Maksymalna moc na wysokości 4000 metrów wynosiła 750 KM. Nowe silniki wymusiły dokonanie zmian w pierwotnej konstrukcji. Zmieniono kształt gondoli załogi i usterzenia pionowego. Powiększono konstrukcję płatowca. Zmodyfikowano obrys skrzydeł samolotu. W gondoli kadłubowej wygospodarowano miejsce na komorę bombową, maszyna, która otrzymała nowe oznaczenie projekt 130, mogła teraz zabrać na pokład ładunek bombowy o łącznej masie 400 kg. Załoga składała się z dwóch osób, pilota oraz drugiego członka załogi, pełniącego w zależności od potrzeb funkcję radiooperatora, tylnego strzelca lub bombardiera. Nowa konstrukcja otrzymała ostateczne oznaczenie G-1. W publikacjach oraz dokumentacji samego Fokkera spotyka się również oznaczenie G.1, G-I oraz G.I. Prace projektowe i budowa prototypu trwała 7 miesięcy.

### Prototyp
W marcu 1936 roku Fokker rozpoczął budowę prototypu. W listopadzie tego samego roku, nieukończony prototyp został na pokładzie statku przewieziony do Paryża, gdzie został zaprezentowany na wystawie statycznej podczas Międzynarodowego Salonu Lotniczego. Akcja promocyjna Fokkera zakończyła się dużym sukcesem. Samolot wzbudził sensację. Chwalono jego awangardowy, jak na czasy powstania, dwubelkowy układ konstrukcyjny. Dostrzeżono silne uzbrojenie strzeleckie oraz wielozadaniowość samolotu. Francuska prasa nadała maszynie przydomek le Faucheur – żniwiarz, kostucha. Po zakończeniu salonu maszyna ponownie znalazła się w Holandii, gdzie dokończono jej budowę. Następnie prototyp rozmontowano i 3 marca 1937 roku przewieziono na lotnisko Welschap koło Eindhoven. Ponowne zmontowanie prototypu i przygotowanie do oblotu ukończono 13 marca 1937 roku. Trzy dni później, 16 marca, samolot o tymczasowych znakach X-2 i numerze seryjnym 5419 po raz pierwszy wzbił się w powietrze. Źródła różnią się w ocenie kto siedział za sterami samolotu podczas jego oblotu. Wymieniany jest czeski pilot Karel Mareš, pilot doświadczalny Fokkera, Niemiec Emil Meinecke lub kolejny pilot doświadczalny wytwórni, Holender Gerben Sonderman. Samolot w powietrzu zachowywał się poprawnie, stabilny w locie, właściwie reagujący na stery. Problemy techniczne sprawiały silniki Hispano-Suiza, które przegrzewały się, zużywając tym samym intensywnie olej. Problem był na tyle palący, iż w trakcie piątego lotu prototypu doszło do poważnej awarii jednej z jednostek napędowych. Prowizoryczna modyfikacja, polegająca na instalacji dodatkowych chłodnic pod gondolami silnika nie była w stanie rozwiązać problemu. Ostatecznemu zaradzeniu wadliwemu chłodzeniu silników mogła pomóc jedynie wymiana na nowe jednostki.
13 i 14 kwietnia 1937 roku G.I został zaprezentowany przedstawicielom holenderskiego Korpusu Lotniczego Wojsk Lądowych (Luchtvaartafdeeling – LVA). Wojskowi piloci zasiedli za sterami samolotu w celu zaznajomienia się z nową konstrukcją. Prezentacja nie wypadła pomyślnie. Od razy zauważono występowanie problemów technicznych z silnikami Hispano. Kolejnym problemem, tym razem logistycznym, przed którym musiałoby się zmierzyć wojsko, był problem z serwisowaniem i częściami zamiennymi do jednostek napędowych. Nowy myśliwiec Fokkera D.XXI napędzany był silnikiem Bristol Mercury, a bombowiec Fokker T.V, inny produkt tego samego producenta, brytyjskiej firmy Bristol Aeroplane Company, silnikiem Bristol Pegasus, co zapewniało jednolitą obsługę. Silniki Hispano-Suiza wymagały zupełnie innych procedur obsługi i naprawy. Wojskowi specjaliści skrytykowali również zastosowane uzbrojenie, uznając je za niewystarczające w stosunku do zadań jakie stawiano przed samolotem. Fokker akceptując wszystkie zastrzeżenia doprowadził do podpisania 21 października 1937 roku kontraktu z LVA, na mocy którego wojsko zamówiło 36 egzemplarzy zmodernizowanej maszyny, oznaczonej jako G-1A. Dostawy samolotów miały zostać zrealizowane pomiędzy wrześniem 1938 roku a majem roku kolejnego.
4 lipca 1937 roku doszło do znacznego uszkodzenia prototypu. W trakcie kołowania po płycie lotniska doszło do uszkodzenia hamulców samolotu, który uderzył w drzwi jednego z hangarów. Tuż za krawędzią spływu skrzydła pękły obydwie belki kadłubowe, uszkodzono osłony silników oraz śmigła. Uszkodzenia odniosła również gondola załogi. Po naprawie, w połowie września tego samego roku wznowiono loty G.1. a sam samolot zaczął być intensywnie promowany w celu znalezienia zagranicznych nabywców nowej konstrukcji Fokkera. 24 września prototyp, za sterami którego usiadł fabryczny pilot Fokkera Emil Meinecke, zaprezentowana został przybyłym do Holandii przedstawicielom tureckiego lotnictwa. W ramach pokazu na wspólny lot zaproszony został jeden z tureckich pilotów. Podczas dynamicznego pokazu, podczas wykonywania manewru nurkowania doszło do awarii sprężarki jednego z silników. Meinecke bezpiecznie ustabilizował lot i z powodzeniem wylądował. Awaria przechyliła szalę i podjęto decyzję o wymianie sprawiających ciągłe problemy silniki Hispano-Suiza. Wybór padł na amerykańskie 14 cylindrowe silniki w układzie podwójnej gwiazdy Pratt & Whitney R-1535-SB4-G Twin Wasp Junior o mocy startowej 825 KM każdy, napędzających trójłopatowe śmigła Hamilton Standard. Wymiana silników nie nastręczała żadnych problemów konstrukcyjnych wymagających poważnych modyfikacji. Niewielkie zmiany podczas wymiany jednostek napędowych objęły łoża silników oraz wloty powietrza do sprężarek i chłodnic oleju. Prototyp z nowymi silnikami oblatany został 3 września 1938 roku. Wymiana nie przerwała trwającej akcji promocyjnej. W listopadzie 1937 roku z samolotem miała okazję się zapoznać delegacja lotnictwa szwajcarskiego. W styczniu 1938 roku maszynę oglądali przedstawiciele estońskich sił powietrznych. 23 września 1938 roku za sterami prototypu usiadł przedstawiciel duńskich sił zbrojnych.
Hiszpania złożyła zamówienie na 36 tych maszyn, jednak po mobilizacji w 1939, zostały one wcielone do jednostek holenderskich.
10 maja 1940 23 samoloty G.I były gotowe do walki. Z dwóch holenderskich dywizjonów wyposażonych w G.I jeden został zniszczony na ziemi, natomiast pilotom drugiego udało się zestrzelić 13 samolotów niemieckich. Po całym dniu walk tylko jeden G.I nadawał się do lotu.
Kilka maszyn zdobytych przez Niemców było później używanych do szkolenia załóg Bf 110.